# Brug 2272
Brug 2272 is een bouwkundig kunstwerk in Amsterdam Nieuw-West. Het is de opvolger van Brug 646.

## Brug 646
In de jaren zestig kruisten op deze plek de Sam van Houtenstraat en Abraham Kuyperlaan ongelijkvloers met elkaar. In 1963 werd er naar een ontwerp van Dick Slebos van de Dienst der Publieke Werken de brug 646 gebouwd in de Abraham Kuyperlaan met daaronder de Sam van Houtenstraat. De brug had grote gelijkenis met Brug 650, maar iets kleiner maar voor de omgeving groot en kolossaal. Het viaduct werd gedragen door vier grote V-vormige witte pilaren. De balustrade was wit/grijs en de bakstenen van de landhoofden waarop het viaduct rustte waren zwart/grijs. Onder het viaduct was ruimte voor vitrines, die echter nooit in gebruik zijn genomen. Door de breedte was bij somber weer ook overdag kunstlicht onder de brug noodzakelijk omdat onvoldoende daglicht doordrong.
De Abraham Kuyperlaan was bedoeld als doorgaande route in de wijk, maar tot 1982 lag het dijklichaam met kunstwerken er nog ongebruikt bij. Het viaduct werd in 1984 alsnog in gebruik genomen, maar twaalf jaar later viel het doek voor zowel de Abraham Kuyperlaan als brug 646; het dijklichaam werd afgegraven en de brug gesloopt.

## Brug 2272
Er volgde een rigoureuze herindeling van de buurt. Het oorspronkelijke stratenplan werd in de prullenmand gegooid. Er werd aan beide kanten van de oude brug woningbouw gesloopt en vervangen door nieuwbouw. Op de plaats van het oude dijklichaam kwam vanaf de Albardagracht een insteekhaventje naar de bebouwing van het Lambertus Zijlplein. Dit zou betekenen dat de Sam van Houtenstraat geen doorgaande route meer zou zijn binnen de wijk. Er werd besloten over die insteekhaven een nieuwe brug te bouwen; brug 2272. Het is dan ongeveer 2002. De brug kent steile aanlopen. De oostelijke landhoofden zijn ingeklemd tussen de parkeergarages van de woningen aan de Jan van Duivenvoordsestraat. De westelijke landhoofden liggen vrij.

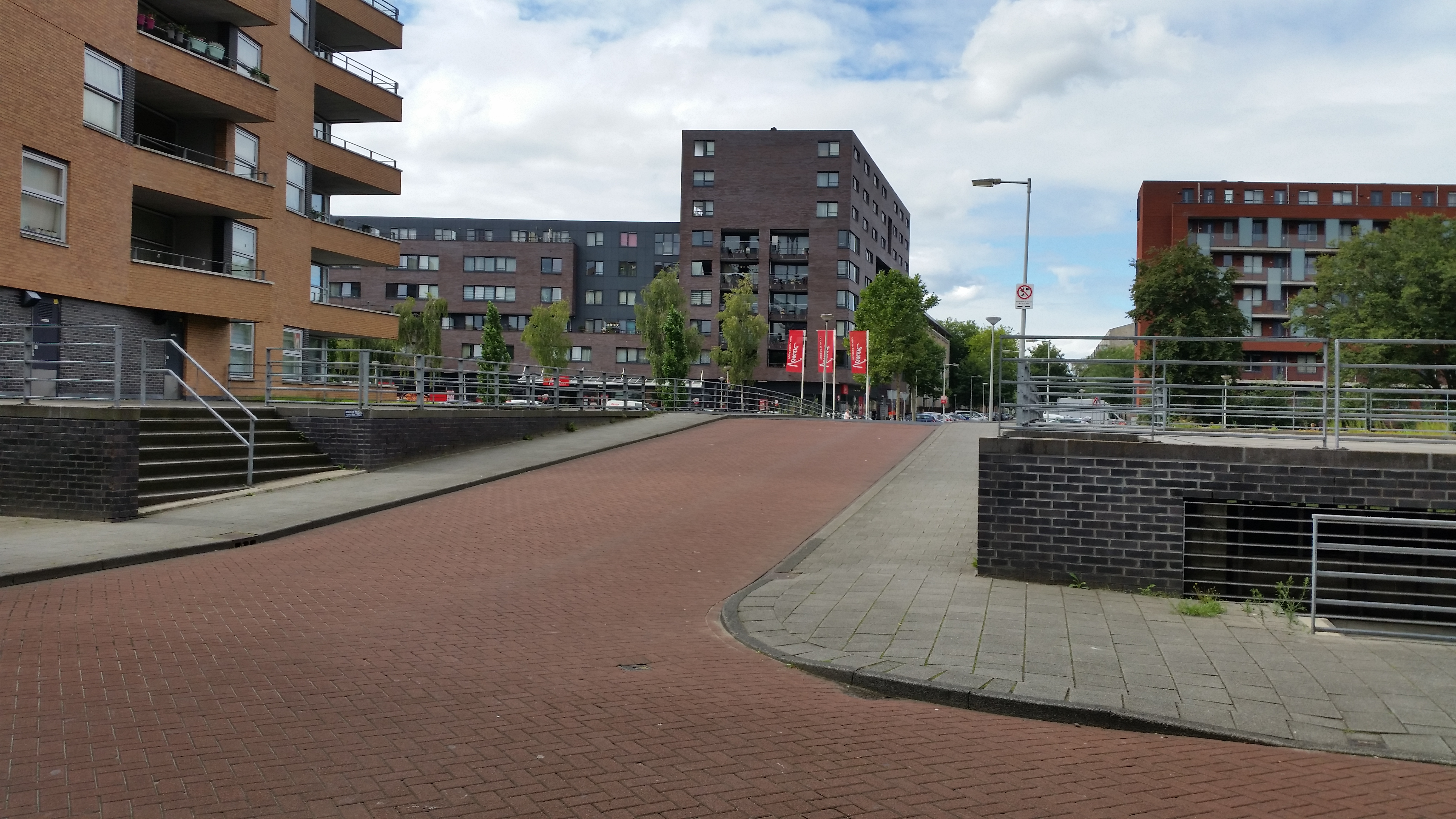
Brug 2272 tussen twee flats (augustus 2020)

<<< · 600 · 601 · 602 · 603 · 604 · 605 · 606 · 607 · 608 · 609 · 610 · 611 · 612 · 613 · 614 · 615 · 616 · 617 · 618 · 619 · 620 · 621 · 622 · 623 · 624 · 626 · 627 · 628 · 629 · 630 · 631 · 632 · 633 · 634 · 635 · 636 · 637 · 638 · 639 · 643 · 651 · 652 · 653 · 655 · 656 · 657 · 658 · 659 · 660 · 661 · 662 · 663 · 664 · 665 · 666 · 667 · 668 · 669 · 670 · 671 · 673 · 674 · 675 · 676 · 677 · 678 · 679 · 681 · 682 · 683 · 684 · 685 · 687 · 688 · 689 · 690 · 691 · 692 · 695 · 696 · 699 · >>>
Verdwenen brugnummers: 625 (afgebroken brug Sam van Houtenstraat), 640, 644, 645, 646, 647, 648, 650, 672 (duiker Cornelis Lelylaan, Rembrandtpark), 694, 698.
Nooit gebouwd: 649, 680 (nooit gebouwde brug Sloterplas).
Brugnummers 641, 642, 654, 686, 693, 694 en 697 zijn onbekend.